# Cuatto Volley Giaveno 2012-2013
Questa voce raccoglie le informazioni riguardanti il Cuatto Volley Giaveno nelle competizioni ufficiali della stagione 2012-2013.

## Stagione
La stagione 2012-13 per il Cuatto Volley Giaveno è la prima in Serie A1, maturata dopo la vittoria del campionato di Serie A2 nella stagione 2011-12; ovviamente la formazione viene completamente rinnovata rispetto all'annata precedente, eccetto l'allenatore, Bruno Napolitano, confermato: dagli Stati Uniti arrivano Tarah Murrey e Ashley Engle, dai Paesi Bassi Maret Grothues e dalla Germania, la giovane centrale Berit Kauffeldt, oltre alle italiane Giulia Pincerato, Elisa Togut e la fresca campionessa d'Italia con la Futura Volley Busto Arsizio, Chiara Dall'Ora; durante il corso della stagione, la partenza di diverse giocatrici porta la società nuovamente sul mercato, che vede l'ingaggio di alcune atlete, tra cui Ludovica Dalia e Laura Saccomani.
In campionato, la squadra di Giaveno, coglie la prima vittoria alla seconda giornata contro il Volley 2002 Forlì Bologna, seguita da un ulteriore successo sull'Imoco Volley di Conegliano: tuttavia il girone d'andata vede il successo solo in un'altra gara, vinta al tie-break, contro le vice campionesse d'Italia del Gruppo Sportivo Oratorio Pallavolo Femminile Villa Cortese, che porta la squadra al penultimo posto in classifica, escludendola dalla qualificazione alla Coppa Italia. Il girone di ritorno è anche più avaro di vittorie rispetto a quello di andata, con una sola affermazione in casa del Volley Bergamo con il punteggio di 3-2; il Cuatto Volley Giaveno chiude la regular season al penultimo posto, classificandosi per i play-off scudetto, partendo dagli ottavi di finale, dove incontra la Robur Tiboni Urbino Volley: dopo aver perso gara 1, vince a sorpresa gara 2, qualificandosi al turno successivo grazie al miglior quoziente set. Negli ottavi di finale, incontra la squadra di Busto Arsizio, la quale però vince le due gare necessarie per proseguire la corsa scudetto, estromettendo le piemontesi.

## Organigramma societario
Area direttiva
- Presidente: Claudio Ricci
- Vicepresidente: Giovanni Pallard
- General manager: Antonio Vagliengo
- Dirigenti: Ugo Giai Merlera, Roberto Laurenti, Massimo Giacone, Gino Paolo Giacometti

Area organizzativa
- Segreteria generale: Luca Lagrutta

Area tecnica
- Allenatore: Bruno Napolitano
- Allenatore in seconda: Stefano Caire (fino al 21 dicembre 2012), Dino Guadalupi (dal 17 gennaio 2013)
- Assistente allenatore: Luca Serratrice
- Responsabile settore giovanile: Viola Rigotti
- Responsabile arbitri: Cesare Barontini
- Addetto statistiche: Omar Capuzzo

Area comunicazione
- Ufficio stampa: Romeo Agresti
- Addetto comunicazione: Gabriele Chiuminatto
- Responsabile volontari: Luca Luppi
- Responsabile fan club: Massimo Dimalio
- Fotografo: Giancarlo Rocco

Area marketing
- Ufficio marketing: Roberta Napoli

Area sanitaria
- Medico: Giorgia Micheletti
- Preparatore atletico: Omar Capuzzo
- Fisioterapista: Fabrizio Roberi, Davide Scanavino
- Ortopedico: Stefano Grimaldi
- Osteopata: Roberto Bergamo

## Rosa
| N° | Nome              | Ruolo | Data di nascita   | Nazionalità sportiva |
| -- | ----------------- | ----- | ----------------- | -------------------- |
| 1  | Ashley Engle      | S/O   | 26 gennaio 1988   | Stati Uniti          |
| 2  | Giada Cecchetto   | L     | 6 giugno 1991     | Italia               |
| 3  | Elisa Togut       | S/O   | 14 maggio 1978    | Italia               |
| 4  | Tarah Murrey      | S     | 28 marzo 1990     | Stati Uniti          |
| 5  | Chiara Dall'Ora   | C     | 11 gennaio 1983   | Italia               |
| 6  | Maret Grothues    | S     | 16 settembre 1988 | Paesi Bassi          |
| 7  | Laura Saccomani   | S     | 8 ottobre 1991    | Italia               |
| 8  | Michela Molinengo | L     | 4 luglio 1978     | Italia               |
| 9  | Melissa Donà      | S     | 11 aprile 1982    | Italia               |
| 10 | Giulia Pincerato  | P     | 16 marzo 1987     | Italia               |
| 11 | Nicoletta Luciani | C     | 22 novembre 1979  | Italia               |
| 12 | Berit Kauffeldt   | C     | 8 luglio 1990     | Germania             |
| 14 | Ludovica Dalia    | P     | 25 settembre 1984 | Italia               |
| 15 | Jana Šenková      | S     | 11 luglio 1982    | Rep. Ceca            |
| 17 | Ilaria Demichelis | P     | 27 agosto 1987    | Italia               |

## Mercato
| Acquisti | Acquisti          | Acquisti      | Acquisti   |
| R.       | Nome              | da            | Modalità   |
| -------- | ----------------- | ------------- | ---------- |
| L        | Giada Cecchetto   | ?             | definitivo |
| P        | Ludovica Dalia    | Crema         | definitivo |
| C        | Chiara Dall'Ora   | Busto Arsizio | definitivo |
| P        | Ilaria Demichelis | Santa Croce   | definitivo |
| S        | Melissa Donà      | Time Matera   | definitivo |
| S/O      | Ashley Engle      | Rota          | definitivo |
| S        | Maret Grothues    | Parma         | definitivo |
| C        | Berit Kauffeldt   | Schweriner    | definitivo |
| S        | Tarah Murrey      | UC Berkeley   | definitivo |
| P        | Giulia Pincerato  | Villa Cortese | definitivo |
| S        | Laura Saccomani   | Crema         | definitivo |
| S        | Jana Šenková      | inattiva      | definitivo |
| S/O      | Elisa Togut       | Crema         | definitivo |

| Cessioni | Cessioni              | Cessioni            | Cessioni   |
| R.       | Nome                  | a                   | Modalità   |
| -------- | --------------------- | ------------------- | ---------- |
| P        | Ilaria Angelelli      | Robur Tiboni Urbino | definitivo |
| S/O      | Ramona Aricò          | Cadelbosco          | definitivo |
| S        | Heike Beier           | Casalmaggiore       | definitivo |
| S        | Valentina Cester      | Trentino Rosa       | definitivo |
| S        | Alice Coatti          | Pinerolo            | definitivo |
| P        | Stefania Corna        | Casalmaggiore       | definitivo |
| S        | Marina Cvetanović     | Forlì Bologna       | definitivo |
| P        | Ilaria Demichelis     | Soverato            | definitivo |
| S/O      | Ashley Engle          | Sarıyer             | definitivo |
| S        | Maret Grothues        | Lokomotiv Baku      | definitivo |
| C        | Federica Mastrodicasa | San Casciano        | definitivo |
| S        | Tarah Murrey          | Vaqueras de Bayamón | definitivo |
| S        | Nikola Šenková        | Ornavasso           | definitivo |
| C        | Tiziana Veglia        | Snoopy Pesaro       | definitivo |

## Risultati

### Serie A2

#### Girone di andata
| 1ª giornata - 20 ottobre 2012 PalaYamamay, Busto Arsizio        | Busto Arsizio       | 3 - 1 | Cuatto Giaveno    | 22-25, 25-23, 25-20, 25-13        |
| 2ª giornata - 28 ottobre 2012 Palazzetto dello Sport, Giaveno   | Cuatto Giaveno      | 3 - 0 | Forlì Bologna     | 25-22, 25-20, 25-13               |
| 3ª giornata - 4 novembre 2012 PalaMondolce, Urbino              | Robur Tiboni Urbino | 3 - 0 | Cuatto Giaveno    | 25-18, 25-19, 25-20               |
| 5ª giornata - 18 novembre 2012 PalaVerde, Villorba              | Imoco               | 1 - 3 | Cuatto Giaveno    | 22-25, 25-20, 20-25, 20-25        |
| 6ª giornata - 25 novembre 2012 Palazzetto dello Sport, Giaveno  | Cuatto Giaveno      | 3 - 2 | Villa Cortese     | 19-25, 25-23, 18-25, 25-23, 15-11 |
| 8ª giornata - 9 dicembre 2012 Palazzetto dello Sport, Giaveno   | Cuatto Giaveno      | 0 - 3 | Bergamo           | 21-25, 20-25, 19-25               |
| 9ª giornata - 15 dicembre 2012 PalaBanca, Piacenza              | River               | 3 - 0 | Cuatto Giaveno    | 25-13, 25-17, 26-24               |
| 10ª giornata - 22 dicembre 2012 Palazzetto dello Sport, Giaveno | Cuatto Giaveno      | 2 - 3 | Robursport Pesaro | 24-26, 16-25, 25-23, 25-22, 12-15 |
| 11ª giornata - 26 dicembre 2012 PalaRuffini, Torino             | Chieri Torino       | 3 - 1 | Cuatto Giaveno    | 19-25, 25-18, 25-12, 25-16        |

#### Girone di ritorno
| 12ª giornata - 6 gennaio 2013 Palazzetto dello Sport, Giaveno   | Cuatto Giaveno    | 0 - 3 | Busto Arsizio       | 23-25, 21-25, 15-25               |
| 13ª giornata - 20 gennaio 2013 PalaDozza, Bologna               | Forlì Bologna     | 3 - 2 | Cuatto Giaveno      | 24-26, 25-23, 25-16, 22-25, 15-6  |
| 14ª giornata - 3 febbraio 2013 Palazzetto dello Sport, Giaveno  | Cuatto Giaveno    | 2 - 3 | Robur Tiboni Urbino | 23-25, 25-23, 29-27, 30-32, 12-15 |
| 16ª giornata - 16 febbraio 2013 Palazzetto dello Sport, Giaveno | Cuatto Giaveno    | 1 - 3 | Imoco               | 25-23, 17-25, 18-25, 22-25        |
| 17ª giornata - 24 febbraio 2013 PalaBorsani, Castellanza        | Villa Cortese     | 3 - 1 | Cuatto Giaveno      | 21-25, 25-15, 25-17, 25-22        |
| 19ª giornata - 9 marzo 2013 PalaNorda, Bergamo                  | Bergamo           | 2 - 3 | Cuatto Giaveno      | 26-28, 25-15, 25-16, 25-27, 14-16 |
| 20ª giornata - 27 marzo 2013 Palazzetto dello Sport, Giaveno    | Cuatto Giaveno    | 1 - 3 | River               | 17-25, 27-25, 21-25, 19-25        |
| 21ª giornata - 30 marzo 2013 PalaCampanara, Pesaro              | Robursport Pesaro | 3 - 0 | Cuatto Giaveno      | 25-23, 25-16, 25-17               |
| 22ª giornata - 6 aprile 2013 Palazzetto dello Sport, Giaveno    | Cuatto Giaveno    | 1 - 3 | Chieri Torino       | 24-26, 25-23, 21-25, 19-25        |

#### Play-off scudetto
| Ottavi di finale (gara 1) - 10 aprile 2013 PalaMondolce, Urbino            | Robur Tiboni Urbino | 3 - 1 | Cuatto Giaveno      | 25-21, 22-25, 25-21, 25-23 |
| Ottavi di finale (gara 2) - 14 aprile 2013 Palazzetto dello Sport, Giaveno | Cuatto Giaveno      | 3 - 0 | Robur Tiboni Urbino | 25-21, 25-21, 25-19        |
| Quarti di finale (gara 1) - 16 aprile 2013 PalaYamamay, Busto Arsizio      | Busto Arsizio       | 3 - 0 | Cuatto Giaveno      | 25-20, 25-21, 25-18        |
| Quarti di finale (gara 2) - 19 aprile 2013 PalaRuffini, Torino             | Cuatto Giaveno      | 0 - 3 | Busto Arsizio       | 13-25, 16-25, 19-25        |

## Statistiche

### Statistiche di squadra
| Competizione | Punti | In casa | In casa | In casa | In trasferta | In trasferta | In trasferta | Totale | Totale | Totale |
| Competizione | Punti | G       | V       | P       | G            | V            | P            | G      | V      | P      |
| ------------ | ----- | ------- | ------- | ------- | ------------ | ------------ | ------------ | ------ | ------ | ------ |
| Serie A1     | 13    | 11      | 3       | 8       | 11           | 2            | 9            | 22     | 5      | 17     |
| Totale       | -     | 11      | 3       | 8       | 11           | 2            | 9            | 22     | 5      | 17     |

G = partite giocate; V = partite vinte; P = partite perse

### Statistiche dei giocatori
| Giocatore     | Serie A1 | Serie A1 | Serie A1 | Serie A1 | Serie A1 | Totale | Totale | Totale | Totale | Totale |
| Giocatore     | P        | PT       | AV       | MV       | BV       | P      | PT     | AV     | MV     | BV     |
| ------------- | -------- | -------- | -------- | -------- | -------- | ------ | ------ | ------ | ------ | ------ |
| G. Cecchetto  | 10       | -        | -        | -        | -        | 10     | -      | -      | -      | -      |
| L. Dalia      | 12       | 33       | 22       | 8        | 3        | 12     | 33     | 22     | 8      | 3      |
| C. Dall'Ora   | 21       | 55       | 94       | 58       | 3        | 21     | 55     | 94     | 58     | 3      |
| I. Demichelis | 5        | 0        | 0        | 0        | 0        | 5      | 0      | 0      | 0      | 0      |
| M. Donà       | 22       | 137      | 121      | 5        | 11       | 22     | 137    | 121    | 5      | 11     |
| A. Engle      | 7        | 59       | 47       | 9        | 3        | 7      | 59     | 47     | 9      | 3      |
| M. Grothues   | 8        | 82       | 74       | 6        | 2        | 8      | 82     | 74     | 6      | 2      |
| B. Kauffeldt  | 22       | 180      | 129      | 44       | 7        | 22     | 180    | 129    | 44     | 7      |
| N. Luciani    | 17       | 34       | 29       | 4        | 1        | 17     | 34     | 29     | 4      | 1      |
| M. Molinengo  | 22       | -        | -        | -        | -        | 22     | -      | -      | -      | -      |
| T. Murrey     | 14       | 71       | 62       | 8        | 1        | 14     | 71     | 62     | 8      | 1      |
| J. Šenková    | 19       | 142      | 129      | 11       | 2        | 19     | 142    | 129    | 11     | 2      |
| G. Pincerato  | 13       | 28       | 16       | 10       | 2        | 13     | 28     | 16     | 10     | 2      |
| L. Saccomani  | 12       | 91       | 74       | 15       | 2        | 12     | 91     | 74     | 15     | 2      |
| E. Togut      | 19       | 268      | 245      | 21       | 2        | 19     | 268    | 245    | 21     | 2      |

P = presenze; PT = punti totali; AV = attacchi vincenti; MV = muri vincenti; BV = battute vincenti